# Woman's gotta have it
Woman's gotta have it er en eksperimentalfilm instrueret af Susan Hinnum efter eget manuskript.

## Handling
En ironisk og kønspolitisk kommentar til billedkunstscenen anno 1996.